# Sinúfana
El sinúfana (Cenufana; també Cenu/Zenu/Sinú) és una llengua extingida, pobrament testificada, i possiblement membre de la família lingüística de les llengües chocó de Colòmbia.